# Бранко Шегота
Бранко Шегота (англ. Branko Šegota, нар. 8 червня 1961, Рієка) — канадський футболіст, що грав на позиції нападника.
Виступав, зокрема, за клуби «Рочестер Лансерс», «Форт-Лодердейл Страйкерс» та «Сан-Хосе Ерсквейкс», а також національну збірну Канади.

## Клубна кар'єра
У дорослому футболі дебютував 1979 року виступами за команду «Рочестер Лансерс», у якій провів один сезон, взявши участь у 39 матчах чемпіонату.  Більшість часу, проведеного у складі «Рочестер Лансерс», був основним гравцем атакувальної ланки команди. У складі «Рочестер Лансерс» був одним з головних бомбардирів команди, маючи середню результативність на рівні 0,64 гола за гру першості.
Своєю грою за цю команду привернув увагу представників тренерського штабу клубу «Форт-Лодердейл Страйкерс», до складу якого приєднався 1981 року. Відіграв за команду з курортного Форт-Лодердейл наступні два сезони своєї ігрової кар'єри. Граючи у складі «Форт-Лодердейл Страйкерс» також здебільшого виходив на поле в основному складі команди. В новому клубі був серед найкращих голеодорів, відзначаючись забитим голом в середньому щонайменше у кожній третій грі чемпіонату.
У 1984 році перейшов до клубу «Сан-Хосе Ерсквейкс». Тренерським штабом нового клубу також розглядався як гравець «основи». І в цій команді продовжував регулярно забивати, в середньому 0,75 рази за кожен матч чемпіонату.

## Виступи за збірні
У 1979 році залучався до складу молодіжної збірної Канади.
У 1980 році дебютував в офіційних матчах у складі національної збірної Канади.
У складі збірної був учасником чемпіонату світу 1986 року у Мексиці.
Загалом протягом кар'єри у національній команді, яка тривала 9 років, провів у її формі 19 матчів, забивши 2 голи.